# USS LST-49
O USS LST-49 foi um navio de guerra norte-americano da classe LST que operou durante a Segunda Guerra Mundial.